# Теория на цветовете
Теория на цветовете (на немски: Zur Farbenlehre) е написана от Йохан Волфганг фон Гьоте през 1810 г. Съдържа някои от най-ранните публикувани описания на явления като цветни сенки, пречупване и хроматична аберация.
Книгата оказва влияние отначало в сферата на изкуството, върху течението на прерафаелитите, като дава отражение в живописта, архитектурата и приложното изкуство. Идеите за сливане на всички видове изкуства допринасят върху схващането за книгата като художествено единство на текст, шрифт и илюстрация. Джоузеф Търнър изучава изцяло заложените в книгата идеи и озаглавява с тях някои от картините си (Bockemuhl, 1991). Василий Кандински смята теорията на Гьоте за „една от най-фундаменталните научни разработки“.
Въпреки че работата на Гьоте никога не е била приемана добре от физиците, тя е оказала влияние върху редица известни философи и физици, включително Георг Вилхелм Фридрих Хегел, Артур Шопенхауер, Курт Гьодел, Вернер Хайзенберг, Лудвиг Витгенщайн и Херман фон Хелмхолц. Мичъл Фейгенбаум дори казва: „Гьоте е бил прав за цветовете!“ (Ribe & Steinle, 2002).
В книгата си Гьоте прави общо изложение за начина, по който цветовете се възприемат при различни обстоятелства и разсъждава върху наблюденията на Исак Нютон за някои специални случаи. Гьоте не е акцентирал върху емпиричния анализ на цветовите явления, колкото върху качествения анализ за това как се възприемат тези явления. Науката достига до разбирането за разликата между оптичния спектър в разбиранията на Нютон и феномена на човешкото възприятие на цветовете, представен от Гьоте – тема, анализирана подробно от Витгенщайн в неговите забележки върху възгледите на Гьоте в книгата Коментарии за цветовете.